# Aeroportul Båtsfjord
Aeroportul Båtsfjord (în bokmål: Båtsfjord; în nynorsk: Båtsfjord; în sami Báhcavuona girdihámman) (IATA: BJF, ICAO: ENBS) este un aeroport din Comuna Båtsfjord, Finnmark, Norvegia ce deservește zona Comuna Båtsfjord. Aeroportul a fost tranzitat în 2022 de 25.620 de pasageri. A fost deschis în 1999 și numit după zona deservită.
Situat la o altitudine de 149 m, aeroportul dispune de 1 pistă. Este operat de Avinor⁠(d).

## Infrastructură

### Piste
Aeroportul dispune de o singură pistă. Pista 03/21 are suprafața de asfalt și dimensiunile 1.000 m × 30 m. 